# 唾吐き
唾吐き（つばはき）は、口の中の唾液を吐き出す行為。口の中の望ましくない量や濃度になった唾液や、不快な味覚をもたらす物質を取り除く目的などに行われる。人前で行うことはマナーに反すること、さらに人に向けた唾吐きは侮蔑する意味合いもあるためタブーとなっている。転じて、他人や思想などを侮辱したり、嫌悪の様子を示す意味の言葉として使われる（多くは「唾を吐く」）。
スポーツなど運動すると唾液ムチンMUC5Bの濃度が高まり、口の渇きを防ぐ役割があるが唾を飲み込みにくくなり吐き出す場合がある。

## 歴史
中国
中国では、639年の墓碑から唾壺（だこ）が出土しており、唐代には唾を吐く習慣があったと考えられる。中国での医学的な考えでは痰がでたらすぐに出すべきものと考えられていた。しかし、2003年の重症急性呼吸器症候群（SARS）の流行時に中国政府は公道に痰を吐くのは良くないと広報活動を行い、北京オリンピック前の2007年にはティッシュを配布し、そして唾を吐いた89人に20-50元の罰金を科した。その後も中国各地で取り締まりが行われている。香港では、1,500香港ドルの定額罰金が科せられる。
日本
日本では、平安時代の都城・地方官衛・寺院から唾壺が集中して出土するが、それ以降の時代からは出土しない。
結核が流行した大正8年（1919年）に結核予防法が制定された。結核予防法の第2条に乗り物や各所に痰壺を設置することされたことから、痰壺条例と呼ばれた。この条文は、昭和26（1951）年の改正で廃止され、各所の痰壺は消失することとなった。
痰壺条例が無くなったのと同時期の昭和23年（1948年）5月1日施法の軽犯罪法第1条26号には「二十六　街路又は公園その他公衆の集合する場所で、たんつばを吐き、又は大小便をし、若しくはこれをさせた者」とされ、法律によっても禁止されている。
ヨーロッパ
フランス王フランソワ1世の宮廷医師が紳士達に唾を吐きいれる箱を提案した。地面に唾を吐き捨てるのが一般的であったが、19世紀の結核の流行から消毒液を入れた壺に吐き出すようになった。ついでに噛みタバコのユーザーも利用した。
ドイツ
公道に唾を吐く行為はとくには問題とされてはいないが、人に向けて唾を吐きかけた場合は、刑法185条侮辱として懲役と罰金が科せられる。
フランス
結核の流行から、1868年にJean-Antoine Villeminが兎に結核患者の唾を摂取して唾に感染要素があることを発見した。しかし、その原因の結核菌を細菌学者ロベルト・コッホが発見するのは1882年のことである。1901年に唾吐きに反対する組織 Ligue des anticracheurs が設立され、啓蒙活動を行うようになった。保険省も「地面に唾を吐くのは他人の命を奪う」というポスターを張り出すなどの啓蒙活動を行った。1936年には、学校の教科書にも地面に唾を吐くことは隣人の命を奪うことであると教育した。こういった活動と共に、携帯型の唾を吐き出す瓶や公共の壺が整備されていった。

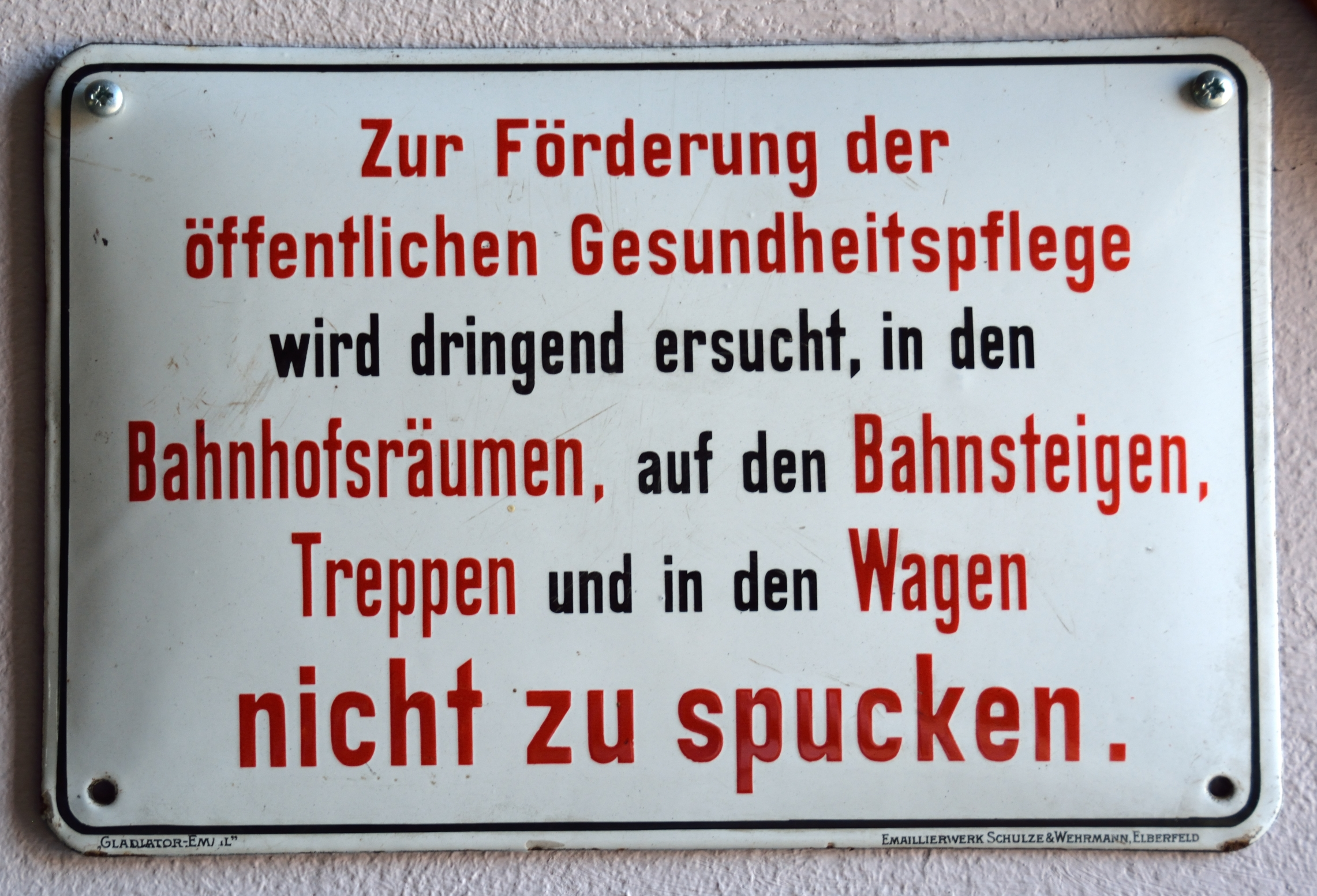
ニュルンベルク交通博物館の唾吐き注意案内
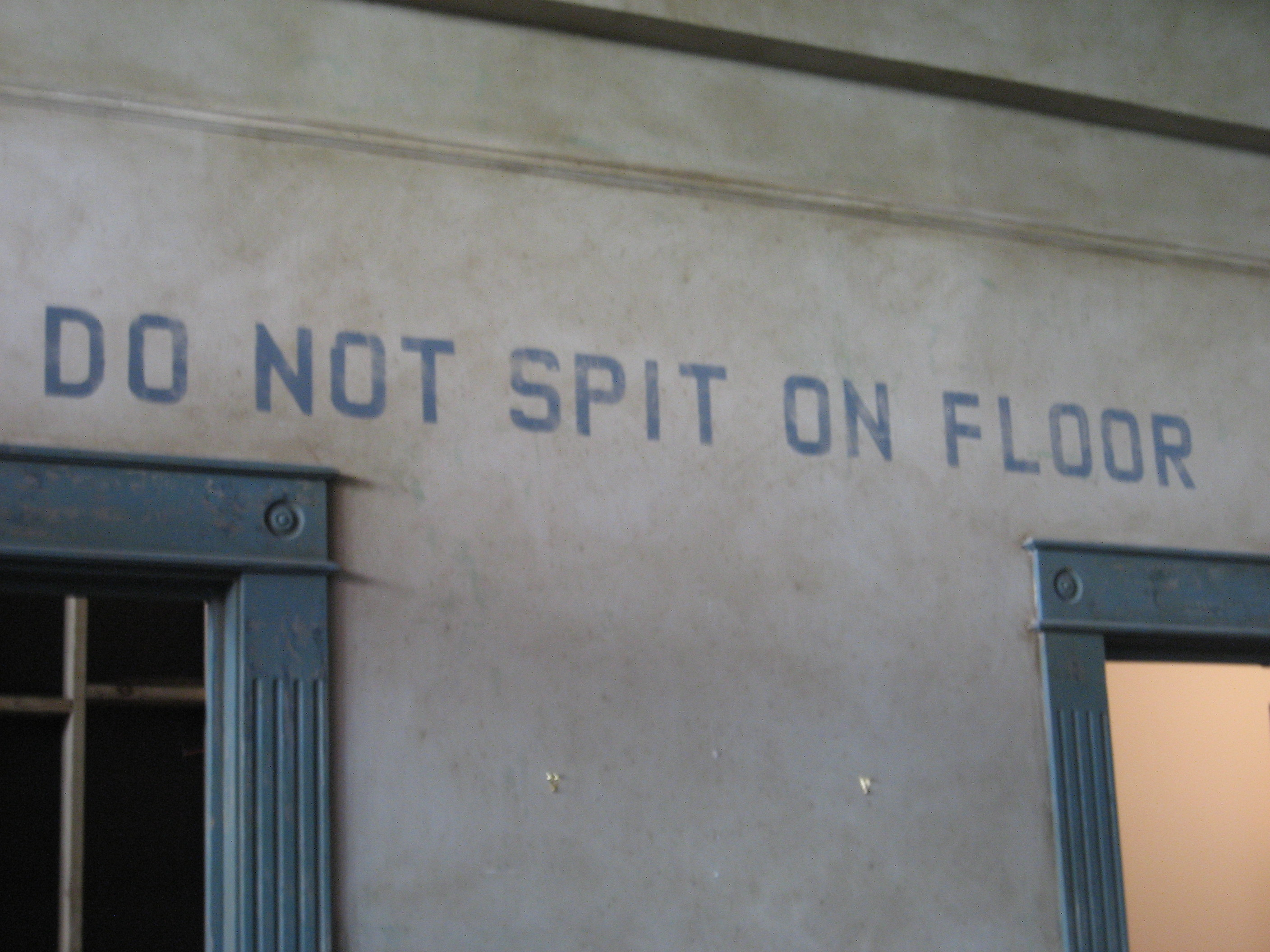
ニューオリンズの唾吐き禁止案内
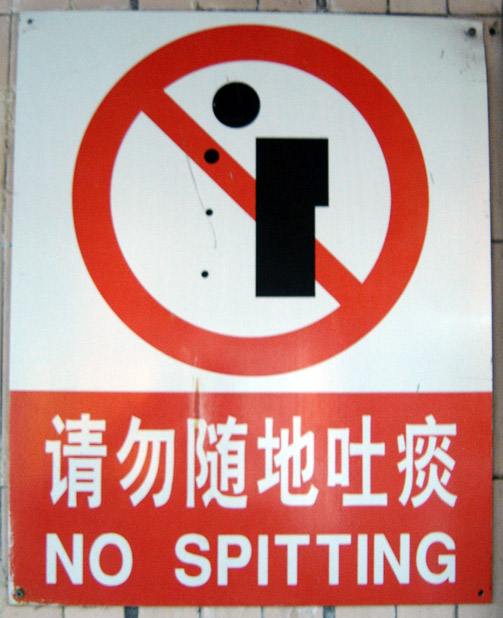
香港の唾吐き禁止看板
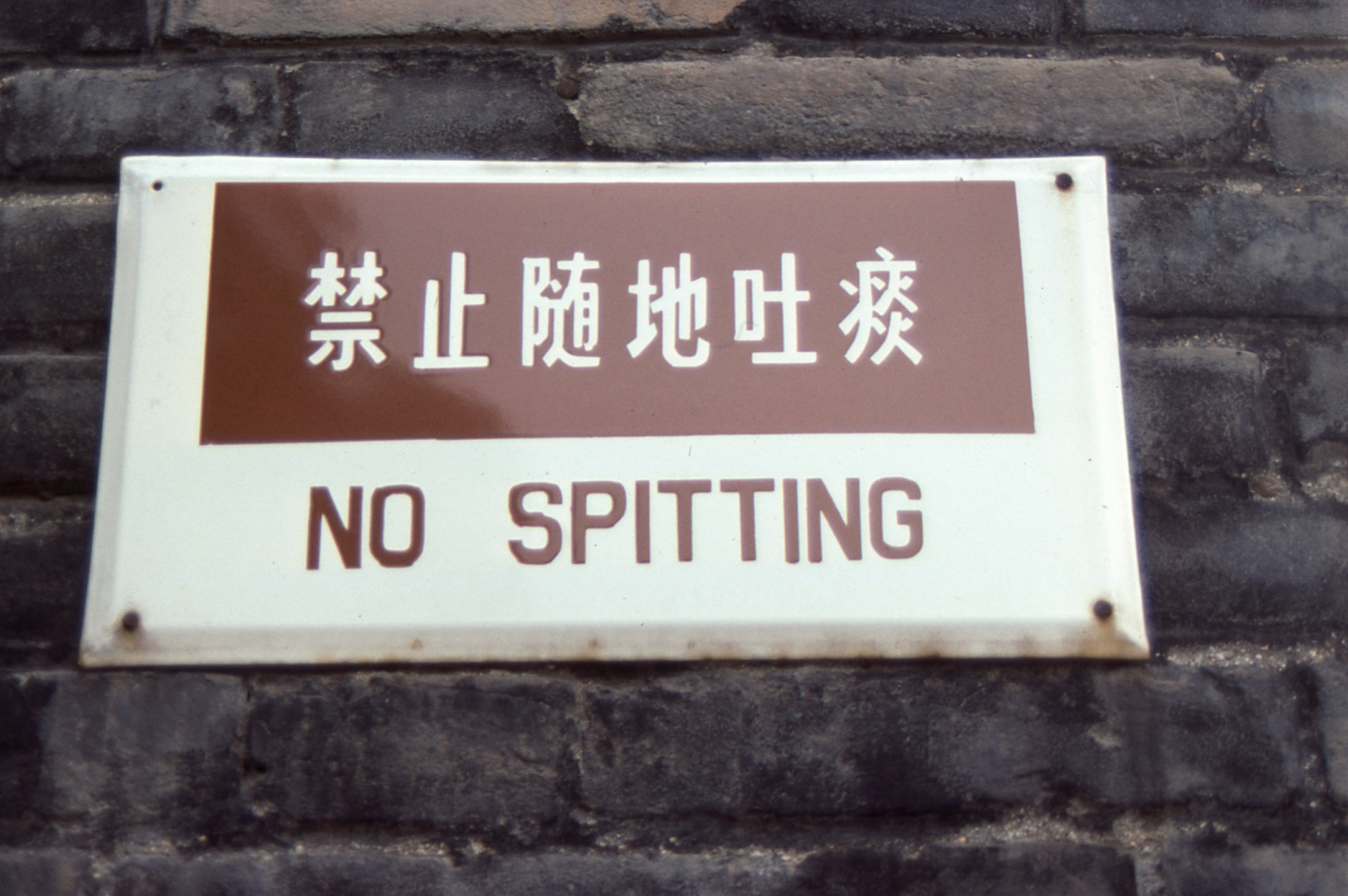
シルクロードでの唾吐き禁止看板
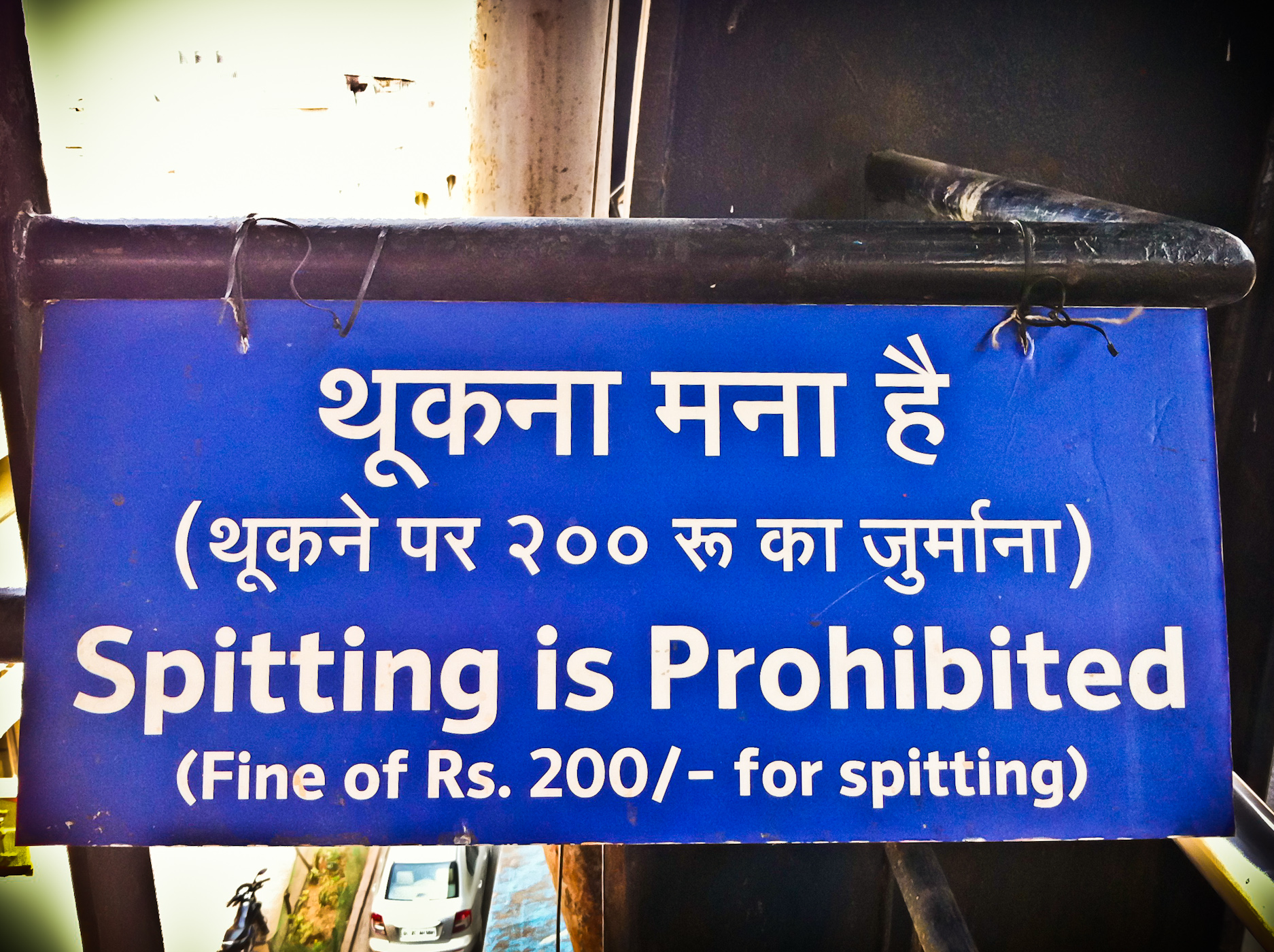
インドの唾吐き禁止看板

## プロスポーツにおける処罰
ゴルフ
2011年、アラブ首長国連邦で開催されたツアー、ドバイ・デザート・クラシックでは、ラウンド中に何度も唾を吐いたとしてタイガー・ウッズに罰金が科された。なお、ウッズ以前にも罰金を科された選手が複数人存在する。
サッカー
サッカーでは、長時間走る、対人コンタクトを行う中で、唾をグラウンドに吐き出す行為は一般的なものである一方、時には相手選手に向かって吐くことでトラブルになることがある。選手以外にも唾を吐くことは問題視されることもあり、1993年に開催されたJリーグチャンピオンシップ、鹿島対川崎戦では、試合中に審判に不満を募らせたジーコがサッカーボールに唾を吐き、レッドカードを受けて退場になっている。
バスケットボール
2017年1月31日、Bリーグは試合中にコートにつばを吐く行為を行ったトロイ・ギレンウォーターに対して4試合の出場停止処分を下した。ギレンウォーターが所属していたアルバルク東京は、素行不良を理由にギレンウォーターとの契約を解除した。

## 文化
東アフリカのキクユ族の挨拶
相手の手のひらに祈りながら唾をかけるのが挨拶である。
ことわざ、慣用句
- 天に向かって唾を吐く
- 吐いた唾は呑めぬ
- （ロシア語）井戸につばを吐くな。いつかは飲む時が来る。 Не плюй в колодец. Пригодится воды
- スピットファイア（spitfire） - 癇癪屋を意味する[16]。

風習
ギリシャの地域によっては、唾を吐くことが厄払いとされる。悪い噂などを口にした際に唾を吐き、また褒められた場合は褒めた人が褒めた対象に3回唾を吐くという風習がある。
アイルランドでも、赤ん坊を褒めた場合は、赤ん坊に唾を吐くか誉め言葉を撤回することとされている。
中華人民共和国の岳王廟（南宋の武将・岳飛を祀る廟）には、岳飛を陥れて失脚させた秦檜とその妻の王氏が縄で縛られて正座させられている銅像があり、秦檜に対する悪評から、観光客が銅像に向けて唾を吐く風習がかつてあった。現在はこのような行為は禁止されている。
日本書紀
日本書紀の国産みの記述の中で、イザナギが黄泉の国から戻る際、イザナミと離縁するために吐いた唾が速玉之男神となるくだりがある。
エジプト神話
創造神アトゥムはくしゃみ（イシェシュ）から大気の神シューを、つばを吐い（テフ）て湿気の女神テフヌトを生み出した。
ハワイの神話
平和の神ロノが人間だったころ、大けがをした際に癒しの神Kamakaに癒してもらった後、彼に師事していた。後に、口を開くよう言われ、口に唾を入れることで彼のマナを引き継ぎ、癒しの技を習得した。また別の神話では、人間を作るときに、人間をかたどった粘土の鼻に生殖神カーネとクーが唾を吐き、ロノが口に唾を吐いて人間を作ったという神話がある。
ギリシャ神話
太陽神アポローンが、求愛を拒んだトロイの王女カッサンドラーの口に唾を吐いて、その口から出る予言を誰も信じられなくなる呪いをかけた。
マルコによる福音書
第8章23節に、キリストが盲人につばを吐き、視力を回復させる記述がある。

## 動物の攻撃
飼育されているラクダ、ラマやアルパカは、人間に対する攻撃行動の一つとして唾吐きを行うことがある（詳細はベルセルク・ラマ症候群を参照のこと）。ラクダの唾吐きで、免疫力が低下している人は、MERSコロナウイルスに感染し中東呼吸器症候群を発症する可能性がある。
ヘビが口から毒を吐く行動をスピットテイクという。